# 北濃鉄道
北濃鉄道（ほくのうてつどう）は、大正時代から昭和時代初期、現在の岐阜県山県市に計画されていた鉄道である。

## 路線データ（計画時）
- 路線：山県郡高富町（現・山県市） - 武儀郡北武芸村（後の山県郡美山町、現・山県市）
- 路線距離：19.1km
- 軌間：1067mm
- 動力：蒸気

## 歴史
- 1924年（大正13年）5月5日： 北濃電気鉄道に対し鉄道免許状下付（動力電気）[1]。
- 1926年（大正15年）11月：北濃鉄道会社設立[2]。
- 1930年（昭和5年）1月28日：破産宣告[3][4]
- 1935年（昭和10年）5月10日：会社設立無効判決[3]
- 1935年（昭和10年）5月30日：会社解散（登記）[3]

鉄道敷設免許は会社破産後も存在していた、1953年に失効（権利主体の消滅）により鉄道免許状の返戻を求めたが会社清算人居所不明であった。

## その他
- 1931年（昭和6年）の「人事興信録」によれば、伯爵後藤保弥太が社長として記載されている。後藤象二郎の孫に当たる。
- 武儀郡北武芸村は、現在の山県市佐野、徳永、笹賀、田栗、椿付近。
- 大正時代初期、山県郡高富町と武儀郡西武芸村（後の山県郡美山町、現山県市岩佐、中洞）を結ぶ、武藝軽便鉄道（1913年7月1日免許1915年6月23日失効）[6]も計画されていた。